# Days of '49 (film 1913)
Days of '49 è un cortometraggio muto del 1913 prodotto e diretto da Thomas H. Ince. Di genere western, il film - sceneggiato da C. Gardner Sullivan - aveva come interpreti Estelle Allen, Tom Chatterton, Walter Edwards, Enid Markey e Frank Borzage in uno dei suoi primissimi film. Borzage, che recitò nella sua carriera in oltre un centinaio di film, sarebbe poi diventato uno dei più famosi registi di Hollywood.

## Produzione
Il cortometraggio fu prodotto dalla Kay-Bee Pictures.

## Distribuzione
Distribuito dalla Mutual, il film - un cortometraggio in una bobina - uscì nelle sale cinematografiche statunitensi il 21 gennaio 1913.
La pellicola esiste ancora e il film è stato masterizzato e riversato in DVD.